# Ofensiva rebel de Síria de 2024
El 27 de novembre de 2024, una coalició de grups rebels liderada per Tahrir al-Xam (HTS), amb orígens pròxims a Al-Qaeda, en coordinació amb el grup Exèrcit Nacional de Síria (SNA), antic Exèrcit Lliure de Síria, ambdós recolzats per Turquia, van llançar una ofensiva a les governacions d'Alep, Idlib i Hama a Síria, controlades per l'Exèrcit Àrab Sirià (EAS), exèrcit oficial del govern sirià. És la primera vegada que les forces de l'oposició van llançar un atac des de l'alto el foc d'Idlib el març de 2020.
"Dissuasió de l'agressió" és el nom que les HTS han donat a l'ofensiva i actuen com a represàlia per l'augment dels bombardejos a zones civils de l'Exèrcit Àrab Sirià a Alep occidental.
Aquest atac s'emmarca en un context de diferents guerres a d'altres punts del món. La debilitat de Hezbol·là pel seu conflicte amb Israel, sumada a la retirada de forces russes per la Invasió russa d'Ucraïna i la pressió sobre l'Iran, va deixar un buit de poder que els grups rebels van aprofitar per llançar una ofensiva.
El 29 de novembre de 2024, enmig del col·lapse de les forces governamentals, les HTS van entrar i capturar la major part de la ciutat. Per la seva banda, les Forces Democràtiques Sirianes (forces kurdo-àrabs del nord de Síria) van entrar a Alep per a controlar els barris kurds de la ciutat. L'endemà, les HTS van fer avenços ràpids, capturant desenes de ciutats i pobles mentre les forces progovernamentals es retiraven i cap a Hama.

## Antecedents
Alep ha estat controlada pel govern de Baixar al-Àssad i les milícies recolzades per l'Iran des de la Batalla d'Alep (2012–2016). Des de l'acord d'alto el foc d'Idlib el març de 2020, no hi havia hagut cap operació a gran escala entre les forces opositores i l'Exèrcit al nord-oest de Síria. No obstant això, els grups de l'oposició amb seu al nord-oest de Síria es van preparar per a la represa de les hostilitats, millorant l'entrenament i creant forces especials especialitzades en incursions i operacions nocturnes.
L'octubre de 2024, es va iniciar una gran mobilització per part de HTS i les forces governamentals a la regió d'Alep, i els rebels sirians van informar que feia mesos que s'estaven preparant per a una ofensiva a gran escala contra les forces governamentals a la ciutat d'Alep. El 26 de novembre de 2024, l'artilleria de les forces governamentals va colpejar la ciutat de l'oposició d'Ariha, matant i ferint 16 civils.

## Esdeveniments
El 27 de novembre de 2024, les HTS van anunciar que havien llançat una ofensiva anomenada "Dissuasió de l'agressió" contra les forces progovernamentals a l'oest de la Governació d'Alep.
En els primers dies de l'ofensiva, les HTS van aconseguir avenços importants, capturant unes 40 poblacions, incloent localitats estratègiques com Urm al-Kubra i Sheikh Aqil, així com la base militar del 46è regiment, que va ser assetjada i capturada en poques hores. Aquest avanç va situar les HTS a només 2 quilòmetres de l'autopista M5, un corredor vital per a les comunicacions del govern, i hi van tallar el seu accés en diversos punts. Els combats van deixar un balanç d'almenys 37 soldats governamentals i 60 combatents opositors morts.
L'ofensiva també va incloure un atac a l'aeroport d'al-Nayrab, controlat per milícies recolzades per l'Iran. En resposta, les forces sirianes i russes van intensificar els seus bombardejos. Un atac rus va matar 15 civils a Atarib, mentre altres bombardejos a Darat Izza i Idlib van deixar més morts. A més, un general de la Guàrdia Revolucionària Iraniana va ser assassinat per rebels a Alep.
Els combats es van estendre a altres regions, amb enfrontaments greus a Saraqib, on les HTS i altres grups islamistes, com el Partit Islàmic del Turquestan, van combatre coordinadament. Per la seva banda, les forces kurdoàrabs FDS van realitzar un atac a Al-Bab, causant 15 baixes entre Exèrcit Nacional de Síria, recolzat per Turquia, i un dron turc va matar un combatent de les FDS al nord de Raqqa. Rússia també va colpejar un quarter militar revel a Marea, causant set morts.

### Batalla d'Alep

Evolució de la batalla d'Alep.

El 29 de novembre les forces opositores van fer un avanç significatiu a Alep i altres zones de Síria. Van capturar diversos barris d'Alep, incloent-hi Hamdaniya i Nova Alep, i van prendre el control de la ciutat estratègica de Saraqib. L'endemà, el 30 de novembre, van aconseguir el control de la major part d'Alep, incloent-hi la Ciutadella i la seu del govern, forçant les forces progovernamentals a retirar-se cap a as-Safirah i altres punts estratègics.
En altres zones, els rebels van capturar més de 50 poblacions, incloent Abu al-Duhur i Maarat al-Numan, mentre el govern perdia gran part del control a la província d'Idlib. Mentrestant, un atac aeri, presumptament rus, va causar 16 morts i 20 ferits a Alep segons OSDH.
El 30 de novembre de 2024, enmig de l'enfonsament de les forces governamentals al nord-oest de Síria, les Forces Democràtiques Sirianes (FDS) de majoria kurda, van entrar a les ciutats de Dayr Hafir, Tell Aran, Tell Hasel i el districte de Shaykh Najjar de la ciutat d'Alep, prenent relleu a les forces governamentals. A la tarda, les FDS van capturar l'aeroport internacional d'Alep i les ciutats de Nubl i Al-Zahraa. També hi va haver enfrontaments a la regió de Tell Abyad.

### Caiguda de Hama

Mapa de l'avanç dels rebels l'endemà de la presa d'Alep.

La nit del 30 de novembre de 2024, les HTS van dur a terme una ofensiva a la governació de Hama, capturant desenes de poblacions, incloent Halfaya, Kafr Zita i Taybat al-Imam i arribant a encerclar la ciutat de Hama. A l'1 de desembre, l'Exèrcit sirià establir posicions defensives al nord de Hama, mentre Rússia intensificava els bombardejos a les zones controlades pels rebels a Hama i Idlib, causant greus danys i morts civils, incloent un atac a un camp de refugiats a Idlib que va deixar nou morts i 62 ferits.
El 3 de desembre, les forces opositores van continuar avançant a la regió de Hama, capturant les localitats de Taybat al-Imam, Halfaya, Soran i Maardis. A l'est d'Alep, es van produir intensos combats entre les forces del govern i l'oposició a Khanasir, on el govern intentava recuperar la ciutat. A la nit, els rebels van prendre el control de més de 10 pobles i van arribar als afores de Hama. Els enfrontaments van deixar 17 soldats de l'Exèrcit de Síria i 8 combatents d'HTS morts, així com dos civils morts per bombardejos d'HTS.
El 4 de desembre, les forces governamentals van contraatacar al nord de Hama, recuperant Kafr'a i Maar Shuhur. Mentrestant, a l'oest de Hama, l'oposició va llançar una ofensiva a la plana de Ghab, una via d'accés a la regió costanera de Síria, habitada majoritàriament per alauites. Al vespre, les forces rebels van aconseguir tallar les carreteres que connectaven Hama amb Raqqa i Alep, i van capturar diverses poblacions al camp oriental de Hama.
El 5 de desembre, les forces opositores van entrar a la part nord-est de la ciutat de Hama, mentre el govern llançava atacs aeris sobre les zones orientals de la ciutat. A la tarda, les HTS van aconseguir la retirada total de les forces governamentals prenent, així, el control complert de la ciutat. La retirada de l'Exèrcit de Síria es va justificar com una mesura per "preservar les vides de civils". Després de la caiguda de Hama, Hezbollah va anunciar que enviaria combatents per donar suport a les forces governamentals a Hama i Homs.
En paral·lel, als afores d'Alep, l'Exèrcit Nacional de Síria va capturar diverses localitats estratègiques com as-Safirah i la base aèria de Kuweires, mentre les HTS prenien el control d'instal·lacions militars, com la planta de generació tèrmica i l'acadèmia militar.

### Moviments de les FDS
Simultàniament, el 30 de novembre, l'Exèrcit Nacional de Síria, recolzat per Turquia, situat a la regió de l'Eufrates des de l'Operació Escut de l'Eufrates al nord de la Síria ocupada per Turquia va anunciar l'inici de l'Operació Alba de la Llibertat amb l'objectiu de tallar les xarxes de subministrament de les Forces Democràtiques Sírianes (FDS) i establir un corredor que connecti al-Bab amb Tel Rifaat.
El 3 de desembre de 2024 les FDS van llançar una ofensiva contra les forces governamentals a la província de Deir ez-Zor amb l'objectiu de capturar la capital que pren el mateix nom. Els avions de la coalició CJTF-OIR van donar suport a les FDS. Un combatent de les FDS i un civil van morir en enfrontaments amb SAA. Els territoris que anaven capturant les FDS s'anaven incorporant al Consell Militar de Deir ez-Zor. Un atac aeri estatunidenc va matar sis soldats de l'Exèrcit Àrab de Síria prop de l'aeroport de Deir ez-Zor.
El 6 de desembre les forces governamentals van començar a retirar-se de les ciutats de Deir ez-Zor, Mayadin, Al-Quriyah i Abu Kamal, cap a la capital Damasc. Poc després de la seva retirada, els combatents de les FDS van capturar la ciutat de Deir ez-Zor i van estendre el seu control fins a Abu Kamal i la frontera iraquiana.

### Caiguda de Homs
El 5 de desembre, les forces opositores van aconseguir importants avenços a Síria. Les tropes governamentals es van retirar de Salamiyah i Talbiseh cap a Homs, permetent que els rebels entressin sense combat després d'acords amb líders locals. Els rebels també van capturar una base militar prop d'Al-Rastan, mentre els avions russos bombardejaven infraestructures per frenar l'avenç rebel.
L'oposició va continuar guanyant territori, capturant diversos pobles i arribant als afores de Homs. Les forces governamentals es van replegar cap a Latakia, deixant només milicians locals en els barris xiïtes de la ciutat. Paral·lelament, l'Iran va començar a evacuar personal militar i diplomàtic, incloent-hi comandaments clau de la Força Quds, cap al Líban i l'Iraq.
La retirada de l'Exèrcit Àrab de Síria va culminar amb el control de Homs per part dels rebels, que van celebrar la victòria a la ciutat. Això va tallar les comunicacions entre les forces d'Assad a Damasc i la costa oest, bastió governamental i on es troben les bases russes estratègiques.

### Caiguda de Damasc
El 7 de desembre de 2024, les HTS van rodejar la capital capturant ciutats i pobles al seu voltant, com Al-Sanamayn, que es troba a uns 20 quilòmetres de la ciutat. A mesura que s'intensificaven les batalles, la presència del règim en zones estratègiques de Damasc es van anar reduint. A la nit, els rebels estaven a només 10 quilòmetres de Damasc, mentre les autoritats governamentals negaven qualsevol retirada.
A mesura que els rebels avançaven, es van produir protestes a les perifèries de Damasc, com Jaramana i Darayya, on manifestants van enderrocar una estàtua de Hafez al-Assad. Al mateix temps, els rebels van capturar Palmira i es va aproximar a la capital des del nord. La situació dins de Damasc es va tornar caòtica: forces governamentals van abandonar les seves posicions, la policia va evacuar la seva seu central, i es van observar moviments de tancs en places cèntriques. El règim d'Assad va començar a retirar-se de diversos suburbis i poblacions properes a Damasc, com Assal al-Ward i Yabroud, mentre els rebels s'atansaven cada vegada més al centre de la ciutat.
La situació va empitjorar durant la nit, quan els rebels van anunciar que alts funcionaris del govern i militars estaven preparant-se per desertar. A més, els rebels van capturar la presó de Sednaya i van alliberar els seus presos. Durant les primeres hores del 8 de desembre, l'Observatori Sirià per als Drets Humans (OSDH) va informar que les forces governamentals s'estaven dissolent després de ser informades de la caiguda del règim. Bashar al-Assad va fugir del país i els rebels van proclamar la seva victòria a través d'una emissió per la televisió estatal.
La caiguda de Damasc va suposar el cop definitiu al règim d'Al-Assad. Mentre els rebels celebraven la seva victòria, el primer ministre Mohammad Ghazi al-Jalali va expressar la seva disposició a col·laborar amb l'oposició.

### Ofensiva contra forces kurdo-àrabs
El 30 de novembre l'Exèrcit Nacional de Síria (SNA), coalició de diverses faccions rebels amb suport militar turc, va anunciar l'Operació Alba de la Llibertat amb l'objectiu de capturar tot el territori controlat per les Forces Democràtiques de Síria, grup kurdo-àrab que controlava el nord-est de Síria, zones kurdes en la seva majoria. Amb la caiguda de Damasc i del govern de Baixar al-Àssad, es va reprendre l'ofensiva a la ciutat de Manbij.

#### Caiguda de Manbij i Deir ez-Zor
El 6 de desembre de 2024 les forces de l'Exèrcit Nacional de Síria (SNA) en coordinació amb l'Exèrcit de Turquia van iniciar operacions de vigilància amb drons i bombardeigs d'artilleria a diverses localitats com Aoun al-Dadat i Umm Jaloud. El Consell Militar de Manbij (CCM), integrat a les FDS, van reportar múltiples intents d'infiltració repel·lits i van mantenir el control de Manbij, Al-Arima i Tabqa. Durant la primera nit, l'Observatori Sirià de Drets Humans (SOHR) va confirmar que el SNA havia guanyat control sobre alguns barris de Manbij, i que part de les forces de les CCM s'havien retirat a l'est del riu Eufrates.
Finalment, l'11 de desembre, el mitjà de comunicació kurd Rudaw, citant fonts del CCM, va informar que Manbij havia caigut en mans del SNA. La retirada de les forces kurdo-àrabs va ser confirmada pel comandant general del CCM, Mazlum Abdi, després d'arribar a un acord amb l'SNA, i la mediació dels Estats Units, per tal d'evitar morts civils. Un cop capturada la ciutat, les forces proturques es van deplaçar cap a la presa de Tishrin, el pas més important que els permetria creuar l'Eufrates cap al Cantó de Kobane.
SOHR va reportar assassinats i saquejos a zones residencials per part de les milícies proturques i va comptabilitzar uns 15 civils assassinats, entre ells dos homes ferits en un hospital. Addicionalment, va comptabilitzar 15 morts de les SNA i 35 membres del CCM.
Al cap de poques hores, les FDS van confirmar també la seva retirada de la ciutat, rica en petroli, de Deir ez-Zor a mans de les HTS.
Al gener de 2025, es van iniciar converses entre el nou govern sirià liderat per HTS i les Forces Democràtiques Sirianes (FDS) a Damasc. L'objectiu de les negociacions era integrar les forces kurdes en la nova administració i resoldre el conflicte amb el SNA. El comandant kurd, Mazloum Abdi, va traslladar al nou executiu la principal demanda del territori controlat per les FDS: una administració descentralitzada, i va proposar integrar les FDS al nou Ministeri de Defensa, però com a "bloc militar" sense dissoldre el grup. Aquesta proposta va ser rebutjada pel nou ministre de Defensa de Síria, Murhaf Abu Qasra, qui va afirmar que un bloc d'aquest tipus "no és adequat". Abu Qasra va expressar el seu desig de finalitzar el procés d'integració abans de l'1 de març. Al mateix temps, no va descartar l'ús de la força si les negociacions fracassaven.